# Bilal Mohammed
Bilal Mohammed Rajab (arab.: بلال محمد, ur. 2 czerwca 1986) – katarski piłkarz występujący na pozycji obrońcy w klubie Al-Gharafa.

## Kariera piłkarska
Bilal Rajab od początku kariery występuje w drużynie Al-Gharafa (wcześniej zwana Al-Ittihad), występującej w Q-League.
Rajab jest także wielokrotnym reprezentantem i strzelcem Kataru. W drużynie narodowej zadebiutował w 2003 roku. Został również powołany na Puchar Azji 2007, gdzie jego drużyna zajęła ostatnie miejsce w grupie. On wystąpił w jednym meczu tej fazy rozgrywek: z Zjednoczonymi Emiratami Arabskimi (1:2). Wcześniej był również powołany na Puchar Azji 2004.